# Lucius Porcius Crescens
Lucius Porcius Crescens war ein im 2. Jahrhundert n. Chr. lebender Angehöriger des römischen Ritterstandes (Eques).
Durch ein Militärdiplom, das auf den 20. August 127 datiert ist, ist belegt, dass Crescens 127 Kommandeur der Cohors IIII Thracum pia fidelis war, die zu diesem Zeitpunkt in der Provinz Germania inferior stationiert war.